# Jörg Beiderbeck
Jörg Beiderbeck (* 6. Oktober 1946 in Wolfenbüttel, andere Quellen: bei Wernigerode; † 2. August 2015 in Bremen) war ein deutscher Schiffbauingenieur im Yachtbau.

## Biografie

### Ausbildung und Beruf
Beiderbeck wuchs in Wolfenbüttel auf. 1966, nach dem Abitur am Theodor-Heuss-Gymnasium Wolfenbüttel, studierte er Schiffbau an der Fachhochschule Kiel.

Nach dem Studium wirkte er seit 1979 als Selbstständiger u. a. in Tunesien für eine Schweizer Gruppe, die hier Kunststoffboote bauen wollte. Nach einer Werftgründung in Karthago kam er zurück nach Schleswig und war bei dem Konstrukteur Fritz Vertens auf der Vertens-Werft tätig. Der Betrieb wurde 1985 mangels Nachfolger eingestellt.

### Lürssenwerft
Von 1986 bis 1996 war er bei der Lürssen-Werft in Bremen-Vegesack und Berne-Bardenfleth als Chefdesigner tätig. Hier baute er die Yachtabteilung aus. Lürssen baute in seiner Zeit etwa 50 Schiffe und Beiderbeck war der Gestalter der Yachten. Die Motoryacht Be mine von 1989 soll dabei im Yachtbau prägend gewesen sein und den internationalen Bau von Megayachten bei Lürssen maßgeblich beeinflusst haben. Er war zudem als Dozent an der Hochschule Bremen tätig.

### Selbständigkeit
1979 gründete er das Studio Beiderbeck Designs in Bremen-Vegesack. Die Firma entwickelt Gesamtkonzepte und Interieur für Motor- und Segelyachten. Das Büro – im Alten Speicher auf dem Haven Höövt – wurde mehrfach mit internationalen Designpreisen ausgezeichnet. 2012 schied er aus dem aktiven Geschäftsleben aus.
2015, nach seinem Tod, wurde das Studio Beiderbeck Designs von seinen Partnern Immo Lüdeling und Tim Ulrich weitergeführt. Lüdeling brachte seine Kenntnisse in Bezug auf Superyachten ein und Ulrich seine Erfahrungen im Entwurf von schnellen Segel- und Motorbooten.
Das Magazin Boot bewertet Beiderbecks Wirken: „Er galt uneingeschränkt als einer der großen Designer in der Megayachtwelt, genoss weltweit Ansehen und Anerkennung bei Eignern, Werften und im Kollegenkreis.“
Beiderbeck hatte eine Lebensgefährtin und zwei Kinder.

## Im Spiegel der Presse
- „Über Geld dürfen Käufer nicht nachdenken“ sagte Beiderbeck 2006 anlässlich eines Interviews des Manager Magazins.[4]
- „Guru der Traumschiffe“, so bezeichnete 2006 ihn Die Welt.[5]
- „Quietscheenten für Superreiche“ titelte Der Spiegel 2010.[6]

## Werke
- Design der 70 Meter langen Motorjacht Carinthia VI; um 1986 für Helmut Horten
- Design der 40 Meter langen Motorjacht Be mine; 1991
- Design der 41 Meter langen Motorjacht Xenia, heute Blind Date; 1995
- Interieur Design der Regattayacht Phocea, eine der größten Segeljachten der Welt; Refit 1999